# Accident d'un Cessna 208 à Punta Islita
L'accident d'un Cessna 208 à Punta Islita est survenu le 31 décembre 2017 à un Cessna 208 Caravan de Nature Air (en) transportant dix passagers et deux membres d’équipage, qui s'est écrasé peu après son décollage d'un aérodrome de Punta Islita (en), petite station balnéaire de la région de Guanacaste au Costa Rica, tuant les 12 personnes à bord,,,. 

TI-BEI, l'appareil impliqué, ici vu en novembre 2017, un mois avant l'accident.

Le vol privé devait assurer une correspondance à l'aéroport international Juan-Santamaría de San José, la capitale du pays. D'une durée prévue de 40 minutes, il était assuré par une compagnie régionale costaricaine Nature Air (en), qui cessera ses activités après l'accident. 
Une enquête du NTSB américain déterminera que l'accident a été provoqué par une erreur du pilote, qui a décollé face à un relief incompatible avec les performances de montée de l'avion, ce qui a conduit à un décrochage,,.   

## Victimes
Les victimes sont :
- deux familles de touristes américains (Mitchell Weiss, Irene Steinberg, Bruce Steinberg, Leslie Weiss, Hannah Weiss, Zachary Steinberg, William Steinberg, Ari Weiss et Matthew Steinberg) qui devaient prendre un vol à San José pour rentrer aux États-Unis, et leur guide américain,
- le commandant de bord, Juan Manuel Retana, cousin de l'ancien président du Costa Rica Laura Chinchilla[9], qui avait 15 000 heures de vol. Avant de rejoindre Nature Air, il avait travaillé pour la compagnie régionale costaricaine Sansa Airlines (en) pendant 14 ans.
- Le copilote, identifié par les médias locaux comme Emma Ramos[10],[11].

## Enquête
La direction générale de l'aviation civile costaricaine confiera l'enquête au NTSB américain, la plupart des victimes étant des ressortissants américains. 
En décembre 2019, deux ans après le crash, le NTSB publiera son rapport final de l'accident indiquant:
« L'équipage n'a pas réussi à maintenir une vitesse suffisante alors qu'il manœuvrait pour franchir un relief, ce qui a conduit à un angle d'incidence de l'avion excessif et à un décrochage aérodynamique. A aussi contribué à l'accident, la décision de l'équipage de poursuivre le décollage face à un relief excédant la capacité de prise d'altitude de l'avion, le manque de rapports météorologiques adéquats disponibles pour la détermination du vent et le manque de formation documentée pour un aérodrome nécessitant un départ non standard.  »